# ايرين إيفانز
ايرين إيفانز (بالإنجليزية: Ernestine Evans)‏ هي صحفية أمريكية، ولدت في 9 أغسطس 1889، وتوفيت في 3 يوليو 1967.